# テレスコピック

テレスコピック機構の断面図

テレスコピック（英: telescopic）とは、機械などで重なり合った筒が伸び縮みする構造のこと。

## 概要
望遠鏡で風景を拡大することを意味する「テレスコーピング（英: Telescoping）」が転じて作られた言葉で、携帯式の望遠鏡のように、直径の異なる筒を重ね合わせたものを引き出す、もしくは収納することにより、全長を変えることのできる機構のことである。
移動式クレーンなどの重機の多段ブーム機構や、おもに携帯型のラジオやテレビのアンテナ、オートバイのフロントフォーク（テレスコピックフォーク）、自動車のショックアブソーバー（ダンパー）や前後の位置調節が可能なステアリングコラム（テレスコピック機能）、振出式の釣り竿などに、この構造が見られる。
また、銃器の銃床で、この構造を用いて長さを変えることのできるものを「テレスコピック・ストック(英: telescopic stock)」と呼び、アメリカのM16アサルトサイフルの短縮型やM4カービンに用いられているものが代表例である。